# Roško Polje
Roško Polje (en cyrillique : Рошко Поље) est un village de Bosnie-Herzégovine. Il est situé dans la municipalité de Tomislavgrad, dans le canton 10 et dans la fédération de Bosnie-et-Herzégovine. Selon les premiers résultats du recensement bosnien de 2013, il compte 1 015 habitants.
À la suite d'un référendum qui s'est tenu en 2010, le village qui, jusqu'alors portait le nom de Raško Polje, a été rebaptisé Roško Polje.

## Démographie

### Évolution historique de la population dans la localité
| 1948 | 1953 | 1961  | 1971  | 1981  | 1991  | 2013  |
| ---- | ---- | ----- | ----- | ----- | ----- | ----- |
| -    | -    | 1 542 | 1 248 | 1 208 | 1 158 | 1 015 |

|  |

### Communauté locale
En 1991, la communauté locale de Roško Polje comptait 1 985 habitants, répartis de la manière suivante :